# MeruPuri: Märchen Prince
MeruPuri: Märchen Prince (めるぷり メルヘン☆プリンス MeruPuri: Maruhen Purinsu?, "Fairy-Tale Prince"), es un manga de cuatro tomos hechos por Matsuri Hino. Se publicó en Japón entre las páginas de la revista LaLa, y se publicó en inglés mediante Viz Media bajo la línea Shojo Beat. En España lo publicó Panini.

## Historia
Airi es una chica normal, que nunca ha tenido novio, y soñaba con su hombre ideal. Un día sale de su espejo un niño de 12 años llamado Aram que es el príncipe de un mundo mágico paralelo llamado Astelle y esta lo acoge en su casa.
Esa misma noche duerme con él, pero despierta en los brazos de un muchacho de 17 años.
Más adelante se dará cuenta que a Aram le afecta una maldición que le echó su hermanastro que hace que cuando Aram se encuentra a oscuras se vuelva un muchacho de 17 años y regresa a su forma original con un beso de ella.
Luego irán apareciendo más personajes y se descubrirán muchos fragmentos del pasado de la familia de Airi que ella desconoce.

## Personajes

### Principales
- Airi Hoshina (星名 愛理 Hoshina Airi)

Es la protagonista femenina de la historia. Airi Hoshina es una estudiante de 15 años, subdelegada de su clase en el instituto y con una visión de futuro de grandes metas románticas: Encontrar un novio atractivo, enamorarse locamente, construir una bonita familia llena de amor y pasar la vida juntos hasta el fin de sus días. Su flamante marido será quien le dé su primer beso, se casaría antes de los 20 y tendría una casa de paredes blancas y tejado rojo, un jardín lleno de niños jugando con el perro... Un matrimonio al estilo La Boda de la Pradera, culebrón que sigue fielmente. Pero lo que Airi no sabe es que con la llegada de Aram mediante el espejo que dejó su tataratatarabuela, sus sueños se harían realidad, aunque no de la forma que siempre soñó. Pues Aram posee dos grandes secretos: Es el príncipe de un mundo mágico del que huyó cuando el príncipe heredero al trono -su hermanastro- le lanza una terrible maldición ya que cuando se encuentra a oscuras su cuerpo envejece. Airi, que vive con sus perros Pochirou y Koromi, cuando encuentra a Aram decide apiadarse de él y lo acoge en su casa, ignorante de la vida, despierta en los brazos de un Aram inocente, pero adulto (de 17 años). Sin embargo, sigue ayudándole mediante el Beso de la princesa que lo volvería a su estado original (12 años). Cuando el príncipe irrumpe en su vida, toda ella se desmorona, pues a pesar de gustarle Nakaoji poco a poco se va encariñando cada vez más con Aram, tanto que cuando él marcha para Astelle ella le sigue, y allí le informan que es descendiente de Crisnelle (Astelle A. Daimonia Ratoleia Chrisnelle), una princesa que traicionó a su pueblo marchándose al otro mundo para estar con el hombre al que amaba.
- Aram Astelle Ai Daimonia Eucalystia (アラム Aram)

Es el protagonista masculino de la historia. Aram es el hijo menor del Rey de Astelle y no se lleva bien con su hermanastro Jeile, razón por la cual es víctima de la maldición que le lanza este. Cuando la oscuridad le envuelve, su cuerpo envejece. Lei, su guardaespaldas consigue enviarlo al otro mundo a través de los espejos y es así como llega a Japón frente a Airi, a su criterio una plebeya sin modales que le abre su casa. Pese a tener 12 años de edad, le gustan los pika rangers y las tortillas. Durante los cuatro tomos de este manga podemos ver como madura y se va enamorando de Airi. Cada vez que aparece Jeile tiene que lidiar con él, puesto que intenta convertir a Airi en una de las candidatas para ser su primera esposa. Cuando vuelve a Astelle, Airi le sigue sin que él lo supiera y durante la coronación para príncipe, se casa con ella sin que esta lo supiera. Con esto desata la furia de su anterior prometida Mariabelle que consigue encerrar sus recuerdos sobre Airi dentro de una caja. Pero Airi finalmente consigue liberarle del hechizo y le revela sus sentimientos.

### Personajes secundarios
- Jeile Astelle Ai Daimonia Eucalystia (ジェイル)

Es el heredero al trono de Astelle. Es hijo del primer matrimonio del Rey. Cuando nació su hermanastro se encariñó tanto con el niño que prácticamente lo acosaba. así Aram, que era más arisco, huía despavorido cada vez que le veía, hiriendo su corazón. La relación entre hermanos no mejoró al cabo de los años y un día decide vengarse de él transformándole en un anciano. Pero el tiro le salió por la culata, pues el sirviente de Aram, Lei, le manda lejos al mundo de los humanos, además que solo consiguió envejecerlo hasta la edad de 17 años, puesto que su nivel en la magia es pésimo. Cuando va en busca de Aram y ve a Airi, se encapricha con ella y la nombra "Lirio de las Montañas", siendo su costumbre de renombrar a las chicas hermosas con nombres de flores. Con el tiempo se va enamorando de Airi, pero por querer verla feliz prefiere que se quede con Aram. Al final se convierte en rey y se casa con la hermana mayor de Lei y tienen 2 hijos, uno se parece a Lei (personalidad y apariencia) y el otro a Jeile (personalidad y apariencia).
- Razard Zellthuhiel (Razu)

Príncipe amigo de Aram. El rey lo envía a estudiar al mundo de Airi. Usando esto, intenta matar a Airi y de arruinarle su felicidad, puesto que si la princesa Chrisnelle no hubiera huido de su pariente, entonces el trono sería de su familia, guardándole rencor a Airi. Se descubre casi al final de la historia que solo seguía órdenes de la madre de Aram y que en realidad si le agradaba Airi.
- Mariabelle Caldia

Princesa con la que se casaría Aram. Ella, con la ayuda principalmente de Razu, hace que Aram pierda sus memorias de Airi encerrándolas en una caja, pero sus sentimientos terminan abriendo la caja, cosa que supuestamente solo se conseguía cuando la persona que tenía los sentimientos retenidos adentro moría. Todo lo hizo para convertirse en la esposa de Aram porque tenía celos de Airi. Termina convirtiéndose en su amiga y la ayuda a prepararse en cada evento especial.
- Lei Ezequiel Ripley

Sirviente Personal de Aram. Es muy estricto y no demuestra sus emociones. La madre de Aram lo eligió cuando apenas era un niño para que cuidase de su hijo. Tanto ella como Lei parecen albergar sentimientos mutuos, pero nadie lo sabe. Encubre a Airi haciéndose pasar por ella cuando esta con Aram en Astell.
- Nakaouji

Compañero de clase y amigo de Airi. Se enamora de esta y se le declara, pero cuando va a ser correspondido, Aram aparece en su forma adulta y lo arruina todo. En un extra se conoce que al igual que Airi es descendiente de un habitante del reino mágico, también de sangre real, siendo el que creó el reino mágico. También tiene la misma apariencia de su antepasado. Ese antepasado había escapado del mundo mágico al mundo humano porque odiaba la jerarquía que él mismo había creado. Al parecer él sabe la existencia de las personas mágicas.
- Umi

Hermana menor de Nakaouji. También en sus venas corre sangre real mágica. Toda su familia posee magia. A través de un conjuro invoca a Razu al mundo humano.
- Datos: Q1784410